# 胡兆康
胡兆康，MH，JP（1984年10月22日—），香港首席保齡球運動員，人稱「康仔」，有「保齡神童」的稱號。早年就讀佛教林金殿紀念小學，於迦密愛禮信中學商科班中五畢業，曾於中四課程結束後停學一年，以備戰釜山舉行的第十四屆亞洲運動會。2002年起轉當全職保齡球運動員，並在香港浸會大學修讀副學士課程。2015年胡兆康贏得第51屆世界盃冠軍而成為首位香港保齡球世界冠軍。

## 運動員生涯
胡兆康在8歲受父親及家人影響參與保齡球運動，在前輩指導下不斷提昇技術，年幼時已在不少小型比賽屢獲殊榮，後來得到前香港代表隊成員蔣國輝賞識，提議他參加港隊選拔賽。1998年入選青少年隊，正式接受訓練，隨後加入香港代表隊。2001年夥拍許長國，在大阪舉行的第三屆東亞運動會勇奪男雙金牌，個人更取得男子優秀賽金牌，聲名大噪。同年先後於亞洲保齡球巡迴賽中國站及香港站勇奪男子冠軍，並於2002年在新加坡舉行的亞洲保齡球巡迴賽大滿貫決賽獲得男子亞軍，成為該賽事最年輕的得獎選手。胡兆康的世界排名第10、亞洲排名第3（2006年資料）。
2002年獲香港行政長官董建華授予榮譽勳章 （页面存档备份，存于），以表揚其體育成就。2006年10月27日獲選擔任多哈亞運會香港區火炬接力跑的首棒火炬手。

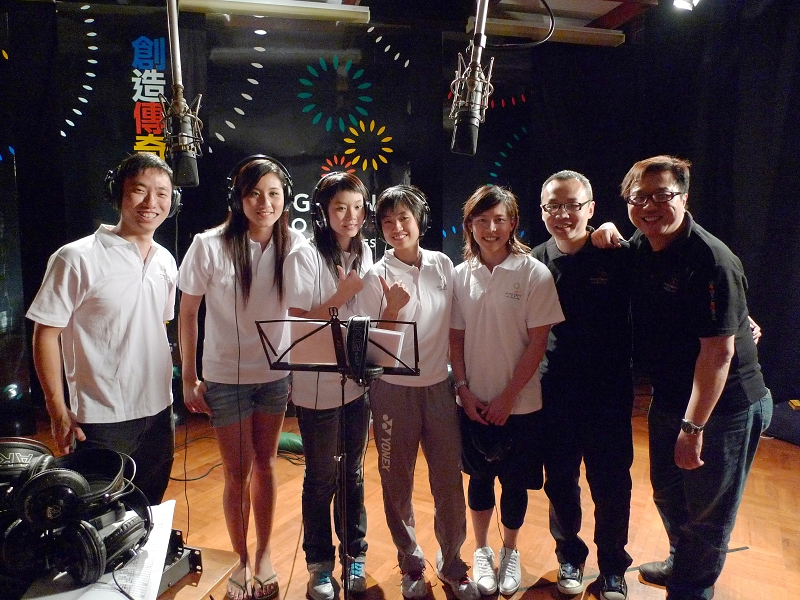
胡兆康（左一）與其他香港運動員合作灌錄東亞運動會主題曲。

2010年，胡兆康代表香港參加2010年亞洲運動會，與隊友合作贏得男子五人隊際賽銅牌。
2014年9月，胡兆康代表香港參加南韓仁川舉行的亞運會保齡球比賽，與麥卓賢、曾德軒、甘兆麟、楊偉基和陳逸朗合作贏得男子五人隊際賽銅牌。
在亞運會取得成功後，胡兆康透露自己在2014年3月證實患上睪丸癌，並須接受大手術，但胡為免影響隊友備戰而未有公開病情。為免母親擔憂，當時只有哥哥、姊姊、及當時的女友知道，而女友主要照顧他的起居生活。最終胡抗癌成功，而港隊亦在亞運取得不俗表現。
2015年11月，胡兆康在美國拉斯維加斯舉行的第51屆保齡球世界盃男子賽贏得冠軍，成為首位世界冠軍。賽後他除獲得獎金之外，亦在香港獲頒六位數字的賞金，並獲得政府的祝賀。
2017年12月，胡兆康參加美國拉斯維加斯舉行的世界保齡球錦標賽，與麥卓賢及曾德軒合作出戰男子三人賽。三人先以第二名的成績晉級四強賽；在四強賽中，他們以616:613分險勝芬蘭組合晉身決賽；在決賽面對中華台北，三人平均打出219.67分，總分以659:610分取得勝利，歷史性在世錦賽奪得金牌。胡兆康在多日單項比賽共獲5,004分，於213名選手中位列13名，得以躋身其後舉行的男子優秀賽。他在首圈以2:0擊敗美國球手Tommy Jones晉級、次圈以2:1力克馬來西亞球手Ahmad Muaz，成功出線八強；但在八強以1:2不敵丹麥球手Thomas Larsen，最後他以第六名完成賽事。
2023年10月，胡兆康出戰科威特世界保齡球錦標賽，與黃鈞源及謝晉軒在男子三人賽過關斬將，最終在決賽以局數2：1擊退丹麥封王，奪得港隊史上第二面世錦賽金牌，亦是胡兆康自2017年美國拉斯維加斯世錦賽後再度封王。

## 東亞運成績
- 第三屆東亞運動會（2001）
  - 男雙 金牌
  - 男子優秀賽 金牌

## 大賽成績
- 第29屆香港國際保齡球公開賽 (2003)
  - 男子優秀賽 第一名
- AVIVA Asian Bowling Tour - Indonesia (2003)
  - 男子分組賽 第一名
- 第8屆世界青年保齡球錦標賽(2004)
  - 男子優秀賽 第三名
- 第18屆亞洲保齡球錦標賽(2004)
  - 男子優秀賽 第二名
- 第12屆亞洲青少年保齡球錦標賽 (2004)
  - 男子個人全能 第二名
  - 男子五人隊際賽 第三名
- 第28屆馬來西亞國際保齡球公開賽（2005）
  - 男子優秀賽 第一名
- ABF Tour - Tournament of Champions (2005)
  - 男子分組賽 第一名
- 第4屆東亞保齡球賽 (2005)
  - 男子優秀賽 第四名
  - 男子五人隊際賽 第二名
- 第31屆香港國際保齡球公開賽（2005）
  - 男子公開組三人賽 第一名
  - 青年組男雙賽 第二名
  - 公開組男雙賽 第三名
- 第5屆亞洲學校保齡球賽（2006）
  - 全能賽 第一名
  - 精英賽 第二名
  - 雙人賽 第三名
- 第13屆亞洲青少年保齡球錦標賽（2006）
  - 男子長油雙打 第一名
- 第19屆亞洲保齡球錦標賽（2006）
  - 男子優秀賽 第一名
- 2009年世界運動會 (2009)
  - 男子組單人賽 第二名
- 世界保齡球錦標賽（2017）
  - 男子三人賽 第一名
- 世界保齡球錦標賽（2023）
  - 男子三人賽 第一名

## 佚事
- 2014年3月確診睪丸癌一期，隨即接受手術切除其中一邊睪丸並康復。[10]
- 胡兆康在比賽時喜歡穿上帶來幸運的灰色戰衣
- 若在球道上看到分瓶 (只剩下最左和最右的瓶) 會影響其比賽心情
- 個人嗜好是釣魚與桌球

## 榮譽
香港特區政府嘉獎
榮譽勳章（MH）（2002年）
香港傑出運動員選舉
「ESPN STAR Sports香港青少年運動員獎學金」得主（2002年）
「香港傑出青少年運動員」（2002年）
「香港傑出運動員」（2001年、2003年、2004年、2009年、2011年、2014年、2015年 - 共7次當選）
「香港最具體育精神運動員」（2015年）
「香港最佳運動組合」
－ 第22屆亞洲保齡球錦標賽男子五人隊（2012年）
－ 2017世界保齡球錦標賽男子三人隊（2017年）
香港十大傑出青年選舉
「香港十大傑出青年」得主（2016年）

## 外部連結
- 部落人語－胡兆康 （页面存档备份，存于），香港電台